# Manuel Cabral Aguado-Bejarano
Manuel Cabral Aguado-Bejarano (Sevilla, 1827 - Sevilla, 1891) fou un pintor costumista i del romanticisme espanyol. Fill d'Antonio Cabral Bejarano inicia els seus estudis en la pintura amb José Domínguez Bécquer i més tard amb el seu pare. Ingressarà el 1845 com a alumne a la Reial Acadèmia de Belles Arts Santa Isabel d'Hongria a Sevilla, de la que posteriorment va ser acadèmic el 1863. Va ser nomenat pintor honorari de la reina Isabel II. I va obtenir mencions honorífiques a les exposicions nacionals de belles arts de 1858, 1864, 1879 1880, celebrades a Cadis, i a les dels anys 1856, 1858, 1867 i 1878 a Sevilla.

## Obra
La seva pintura té una gran riquesa cromàtica, en tons freds i s'agrada del detall, així com d'escenes de multitud com les processons, el que s'aprecia en obres com Viernes Santo en Sevilla de 1862. La minuciositat en els personatges i els detalls arquitectònics d'edificis dona un gran valor documental a l'obra.
A més a més de la pintura de gènere, la seva faceta més desconeguda és com a autor de retrats. Nomenat per la família ducal de Montpensier, realitza els retrats de les infantes Maria Cristina i Maria de les Mercedes el 1877. També destaquen encàrrecs per personatges populars del moment com els actors Teodora Lamadrid caracteritzada en el paper d'Adriana Lecouvreur i Julián Romea, també abillat amb vestit típic d'escena. Tots dos es troben en el Museu del Romanticisme de Madrid.
El seu estil de pintura s'emmarca dins del costumisme o romanticisme andalús, un dels diferents estils del romanticisme. Destaquen en el costumisme dues escoles: La madrilenya, amb unes escenes més fosques i amb tints de tragèdia. I la sevillana, més marcada per la visió dels estrangers, que s'agraden de les tradicions i forma de vida andaluses. Al segle xix la visió dels viatgers romàntics que emprenien un viatge per Espanya vivint les escenes més costumistes andaluses, pren forma en aquest estil de pintura. Les escenes de tipus populars, vida quotidiana o fires és una moda entre els europeus que arriben a conèixer així el tipisme i el folklore andalús. Les seves obres de processons i romeries, van assolir gran èxit tant en la capital andalusa com a Madrid. Va cercar la gresca i el drama, però també aporta testimonis típics, reforçats amb la visió de vestidures, posats i edificis, dintre de l'estètica sevillana. Una important mostra de les seves obres es troba al museu Carmen Thyssen Màlaga com el quadre de gènere Jugando en el parque realitzada el 1882. Amb gran realisme en detalls com els vestits de les protagonistes que mostra la moda de la noblesa sevillana en els últims anys del segle xix o l'entorn paisatgístic que dona a l'escena un caràcter més distingit. Un tema diferent a altres composicions amb personatges i abillaments més populars, com les habituals en una posada o la fira d'Abril.
Altres exemples de la seva extensa obra, podem citar El Corpus en Sevilla, Galanteo, En la Feria de Sevilla o Fiesta en el cortijo, dintre d'una llarga llista en què també hi ha un gran nombre de retrats.

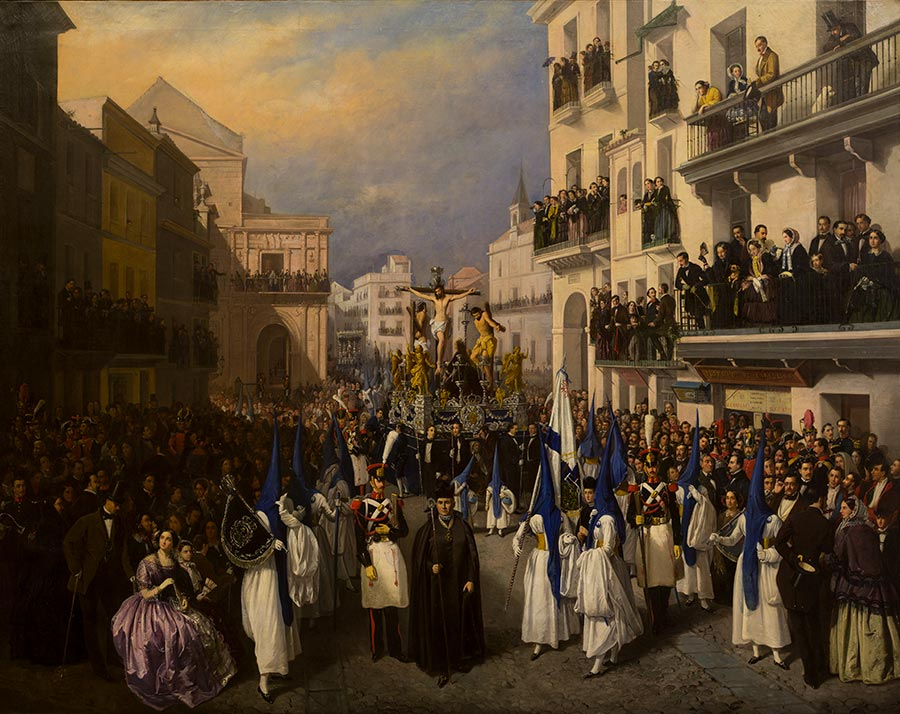
Procesión en Sevilla (1855).
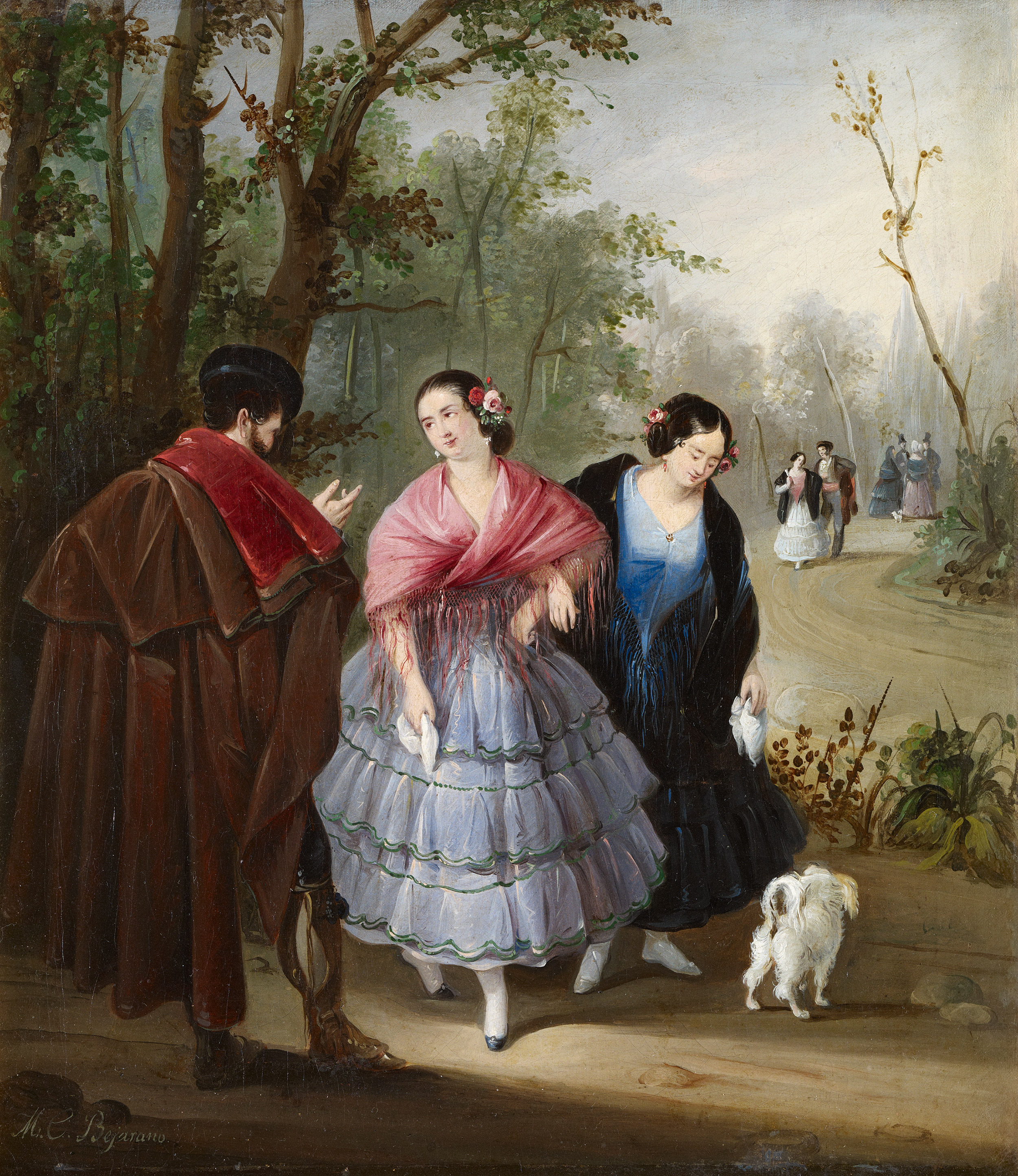
Escena costumbrista
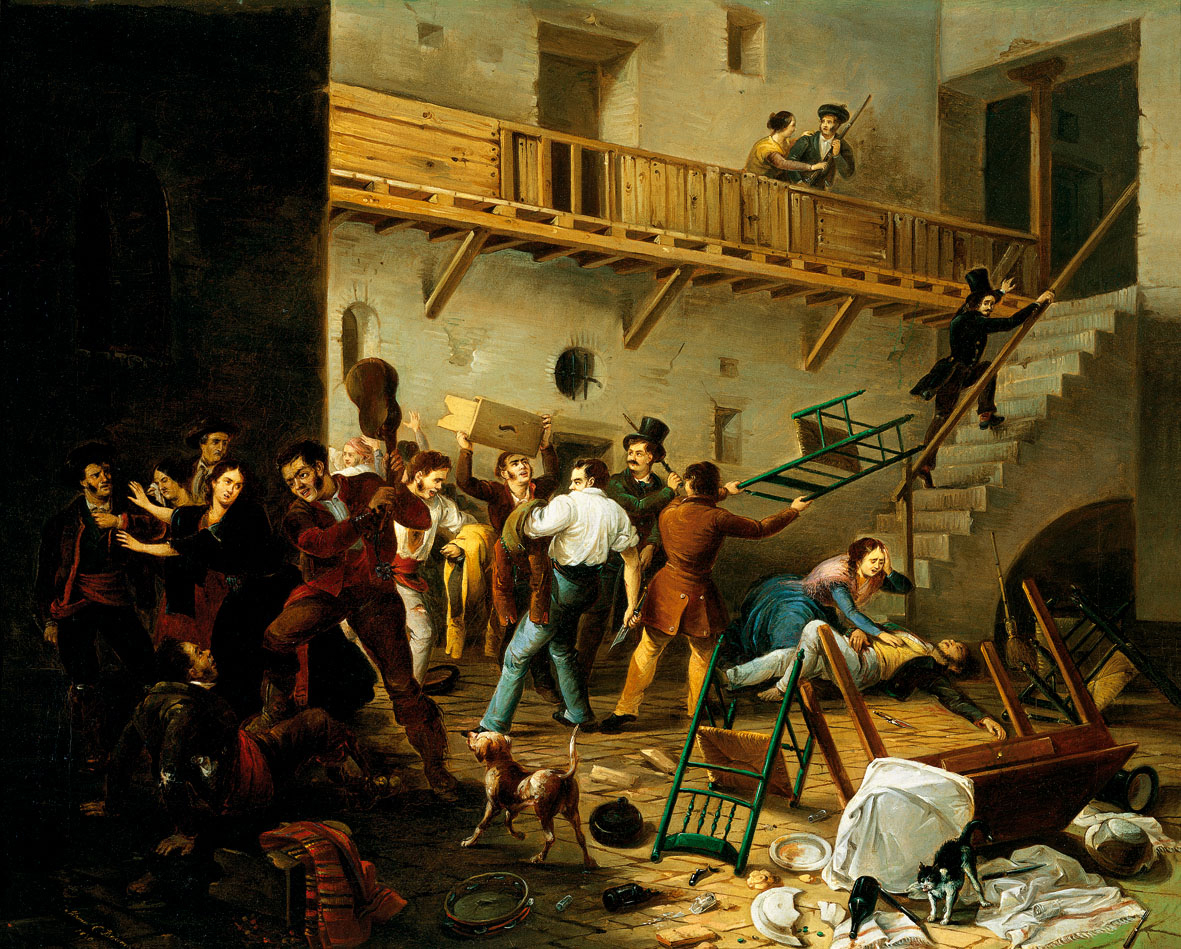
La Pelea (1850)
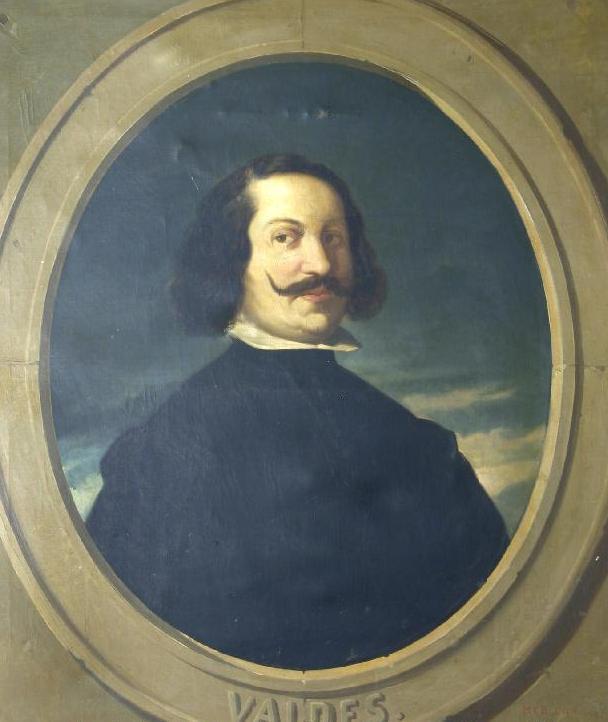
Retrat de Juan de Valdés Leal.